# Platja de la Roberta
La platja de la Roberta és una platja natural del municipi del Prat de Llobregat (Baix Llobregat), situada al delta del Llobregat, enfront de les pistes d'aterratge de l'Aeroport Josep Tarradellas Barcelona-el Prat, entre la platja de Can Camins, a llevant, i la platja del Remolar, a ponent. Està declarada zona d'especial protecció per a les aus (ZEPA) del litoral del Prat de Llobregat, reconeguda amb la figura de protecció Xarxa Natura 2000. Integra l'ús dels visitants amb el de la conservació de les zones dunars protegides, que s'estenen entre la sorra de la vora i el passeig marítim. Té una longitud de 1.100 metres, formada per sorra de gra mitjà, amb un fort desnivell d'entrada a l'aigua. Compta amb diverses passarel·les de fusta que permeten un accés còmode i fàcil fins a la sorra. Disposa de servei de vigilància i dutxes. Hi ha un mirador, anomenat torre mirador la Roberta, des d'on es veu l'aeroport i la platja.